# Château d'Augustenbourg
Le château d'Augustenbourg (en danois : Augustenborg Slot ; en allemand : Schloss Augustenburg) est un ancien château ducal situé au bourg d'Augustenborg sur l'île d'Als en Jutland du Sud au Danemark. Le château est considéré le plus grand château baroque du Jutland du Sud.
Le bâtiment actuel remonte à un château plus ancien du XVIIe siècle. Il est construit en 1770-76 par l'architecte Johann Gottfried Rosenberg pour le duc Frédéric-Christian Ier de Schleswig-Holstein-Sonderbourg-Augustenbourg. Il sert ensuite de résidence au ducs d'Augustenbourg, branche de la maison royale de Oldenbourg, jusqu'à la première guerre de Schleswig (1848–1851). Le bâtiment sert ensuite à d’autres fins : il sert de caserne, d’hôpital psychiatrique (1932-2015) et de siège des autorités (depuis 2016).

## Annexe